# مردکا

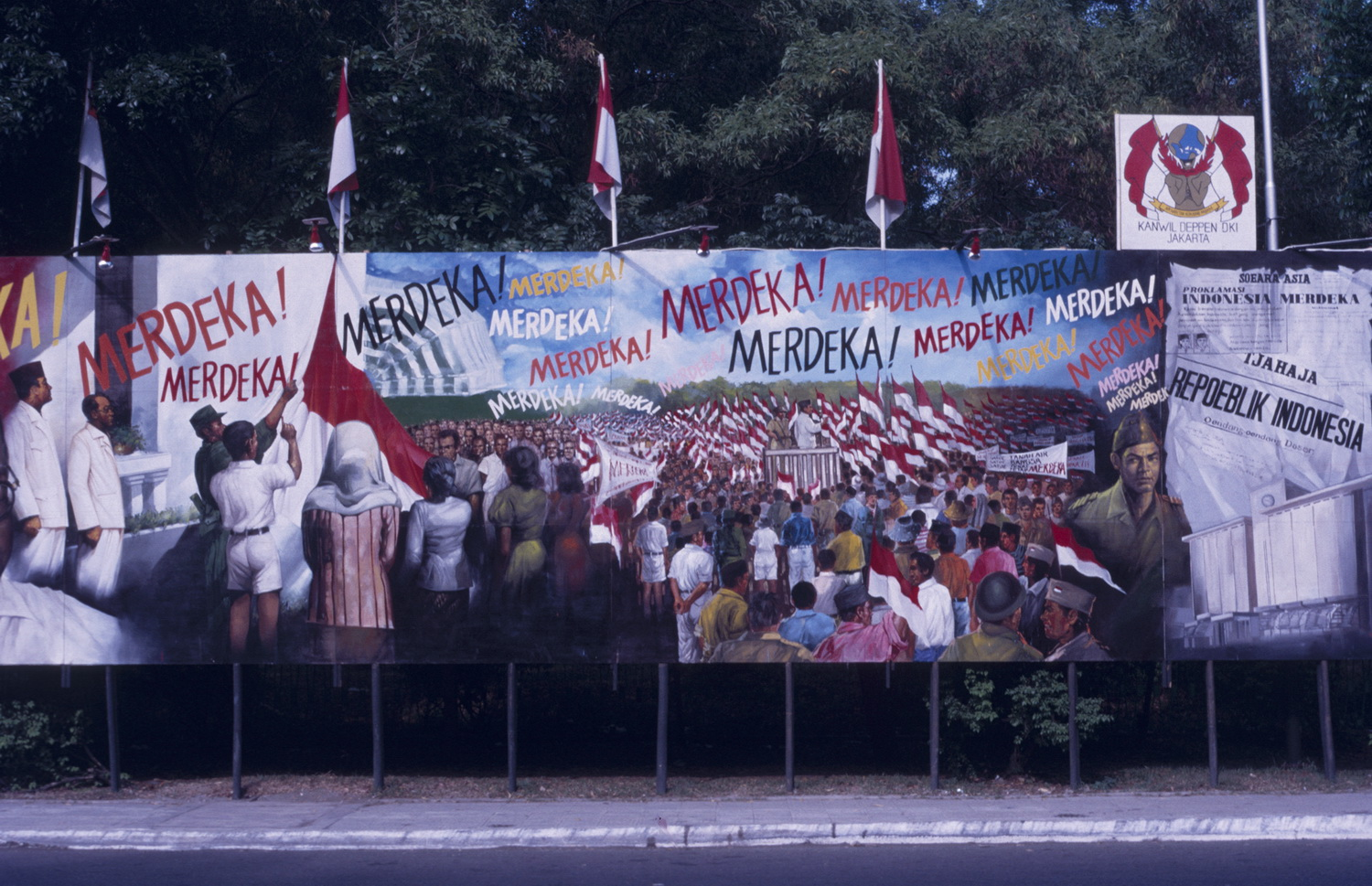
یک نقاشی متعلق به سال ۱۹۸۵ در اندونزی در بزرگداشت اعلان استقلال اندونزی که لغات مردکا به معنی «استقلال» را دربرگرفته است.

مردکا (مرديک‎) یک واژه در زبان اندونزیایی و مالایی، به معنی «استقلال» یا «آزادی» می‌باشد. این واژه، برگرفته از لغت maharddhika در سانسکریت، به معنی «ثروتمند، موفق و قدرتمند» است. مردکا در مجمع الجزایر مالایی به معنی برده‌ای است که آزاد شده است. این واژه در سایر زبان‌های اندونزیایی هم به کار گرفته می‌شود.
واژه مردیکر (Mardijker)، یک واژه تحریف شده هلندی از نسخه پرتغالی لغات اصلی سانسکریت بود که در سابق برای تشخیص بردگان سابق پرتغالی و هلندی از هندی، معروف به مردیکرز (Mardijkers)، در هند شرقی استفاده می‌گردید، که از آنجا معنی مالایی «آزاد (ی)» گرفته شده است. مردیکرها، بردگان سابق کاتولیک بودند که از هند و هند شرقی آورده شده بودند و در صورت ترک کردن کلیسای کاتولیک و پیوستن به کلیسای اصلاحی هلندی، توسط هلندی‌ها از بردگی نجات پیدا می‌کردند.